# Micro Machines 2: Turbo Tournament
Micro Machines 2: Turbo Tournament es un videojuego de carreras de 1994 desarrollado por Supersonic Software y distribuido por Codemasters para la Sega Mega Drive. Como secuela de Micro Machines, el juego se centra en los juguetes de Micro Machines de Galoob, y los jugadores correrán por entornos en vehículos miniatura. Micro Machines 2: Turbo Tournament añade nuevos vehículos y modos de juego, y la versión de Mega Drive fue lanzada en un tipo de cartucho especial llamado J-cart, permitiendo admitir hasta ocho jugadores sin necesitar un multitap.
El desarrollo comenzó luego del lanzamiento de la versión de Mega Drive del original, el cual tuvo un enfoque en gráficos y físicas de manejo. Violet Berlin de Bad Influence! tiene una aparición de cameo como un personaje nuevo. Codemasters no desarrolló el juego porque el programador del juego anterior no se encontraba disponible, pero sí desarrollaron las versiones de Game Gear y Game Boy. Micro Machines 2: Turbo Tournament fue porteado a varios sistemas, incluyendo la Game Gear y MS-DOS, el último contando con un editor de pistas. La versión de MS-DOS es la única versión del juego lanzada en Norteamérica, y fue publicada por GameTek. Una actualización, Micro Machines Turbo Tournament '96, fue lanzada para la Mega Drive en 1995, agregando un editor de pistas, nuevas pistas de carrera, y una nueva banda sonora.
La recepción fue positiva, con los críticos aclamando a las pistas adicionales y los vehículos por proporcionar una mayor rejugabilidad, pero algunos criticaron los gráficos de algunas versiones. La actualización de Mega Drive también fue bien recibida, pero criticada por ser muy similar al original. Debido al éxito del juego, un spin-off, Micro Machines Military, fue producido y lanzado en 1996; y una secuela, Micro Machines V3, en 1997.

## Jugabilidad
La jugabilidad es idéntica a la entrega anterior: las carreras son vistas desde una perspectiva de arriba abajo, y los jugadores corren en entornos como baños y mesas de pool (muchas pistas contienen obstáculos como objetos hogareños comunes) en vehículos como lanchas motoras y helicópteros. El juego añade dieciséis vehículos.
Como en el original, existen los modos de juego challenge y head-to-head. En el modo challenge, los jugadores juegan una serie de carreras contra tres oponentes y deben terminar en primer o segundo puesto para progresar a la siguiente carrera. Si se supera una vuelta con un buen tiempo en cualquiera de los niveles anteriores, el jugador ganará la carrera automáticamente. Quedar en primer lugar tres veces seguidas le otorgará a los jugadores la chance de ganar una vida extra jugando una ronda especial para recolectar vehículos en un tiempo límite. En head-to-head, los jugadores deben alejarse lo suficiente de los demás para quedar como el único corredor en pantalla. Esto le otorgará un punto al jugador que lo logre, representado por luces de colores en pantalla: una luz se tornará del color de aquel jugador. Si todas las ocho luces se vuelven de un mismo color, el jugador de dicho color ganará. Si luego de tres vueltas los colores se encuentran mezclados, el jugador con la mayor cantidad de luces ganará. Los jugadores comenzarán ambos modos con tres vidas.Elegirán a un personaje, cuyas estadísticas solo afectan a los jugadores controlados por la computadora.
Micro Machines 2: Turbo Tournament agrega modos nuevos: ligas, contrarreloj, carrera simple y torneos. En modo liga, los jugadores compiten por puntos en divisiones. Las temporadas consisten de cuatro carreras. Los jugadores con la mayoría de puntos al final de la temporada serán promovidos a la siguiente división, y los jugadores con menos serán descendidos. En modo contrarreloj, los jugadores corren en solitario (aunque algunas pistas tienen un fantasma que representa al mejor tiempo) para alcanzar el mejor tiempo o practicar manejo. Carrera simple es donde los jugadores compiten en una serie de rondas en las cuales los vehículos empiezan en el centro de la pantalla, y se alejan a medida que progresa la carrera. Si un vehículo sale de la pantalla, quedará fuera de carrera, a no ser que haya viajado más lejos que el resto. El juego terminará cuando quede un único jugador. Los torneos son series de carreras fijas que se juegan de la misma manera que las carreras simples. El primer jugador en ganar una cierta cantidad de veces será el ganador. Existen dos tipos de juego únicamente multijugador: noqueo y juego compartido. Noqueo involucra una serie de carreras similares al modo torneo, donde los jugadores progresarán a la siguiente ronda y los perdedores serán noqueados. Juego compartido es similar a carrera simple, pero los autos se encuentran pintados por equipo, y la posición final de cada equipo dependerá de qué miembro tenga el mejor desempeño. El J-Cart de Mega Drive proporciona dos puertos de controles adicionales, permitiendo hasta un total de ocho jugadores en multijugador, con dos jugadores compartiendo dos controles. La versión de Game Gear retiene la función de compartir (dos jugadores compartiendo una consola) del juego original, y se pueden enlazar dos unidades.
La versión de MS-DOS incluye un editor de pistas, incluido en un lanzamiento actualizado de Mega Drive.

## Desarrollo
Andrew Graham, programador del juego original, ha regresado a la universidad tras su finalización, y David Darling, cofundador de Codemasters, decidió que no podían esperar que obtuviera su título. Codemasters se acercó a Peter Williamson de Supersonic Software y le encargaron producir la secuela. Williamson acababa de completar Cosmic Spacehead y tenía ganas de hacer algo nuevo. La intención de la secuela fue reproducir la sensación del juego original y añadir tantas características nuevas como fuera posible. El original fue utilizado como referencia, y el código y los gráficos fueron producidos desde el principio. Williamson explicó que se esperaba que pudieran capturar y superar lo que ofrecía el juego original, y el éxito del juego fue anticipado. Darling quiso que fuera más que una mera continuación del primero.
El desarrollo comenzó en 1993, justo después del lanzamiento de la versión de Mega Drive del primer juego. La fecha de lanzamiento estaba programada para noviembre de 1994 y, de acuerdo con Williamson, hubo presión para cumplir con ella. Las decisiones tempranas se enfocaron en las físicas de los vehículos, como hacer que los vehículos pesados fuesen lentos. De acuerdo con Williamson, los vehículos lentos fueron considerados «aburridos», y el equipo «hizo el juego para nosotros mismos». Dijo que el equipo quiso más variedad y profundidad que el original, por lo que las variables como la fricción de los neumáticos y el bloqueo de las ruedas fueron programados para modificar los comportamientos de los vehículos. Estas incorporaciones incrementaron el tamaño del juego al doble del original, pero se utilizaron técnicas de compresión para evitar la necesidad de un almacenamiento mayor. Esto también permitió la producción del J-Cart, que permite conectar cuatro controles sin hardware extra. Williamson creía que incrementar el número de jugadores volvería al juego más divertido, y dijo que el J-Cart jugó un rol importante en establecerlo como un «juego de fiesta». David y Richard Darling idearon el J-Cart. Aunque no estuvieran involucrados con él inicialmente, el equipo de Supersonic Software estaba entusiasmado al escuchar del J-Cart porque creían que tenía potencial. Richard también era el jefe del proyecto, y visitaba semanalmente las oficinas de Supersonic Software. Su primera preocupación fue qué tan divertido era el juego. David también pensó la idea de jugadores compartiendo controles, incrementando el número total de jugadores admitidos a ocho. Williamson dijo que el equipo no se preocupaba por si la dificultad se incrementaba rápidamente, o por tener un público dirigido.
El enfoque de Supersonic estaba en los gráficos y los modos de juego para vehículos pequeños. Como la Mega Drive era considerada la plataforma líder, una apariencia 8-bit era imposible. David Darling no quedó satisfecho con los primeros resultados, y le pidió a Supersonic que redibujaran los gráficos. Dijo que la perspectiva estaba mal y que había una ralentización. También dijo que correr el juego a 50 fotogramas por segundo en el modo de ocho jugadores fue difícil. Supersonic le pidió a Big Red Software que los ayudaran con los gráficos. Gran parte de los gráficos de los fondos fueron producidos por Mark Neesam, utilizando una Amiga 500. Dijo que algunos gráficos fueron difíciles, a pesar de tener acceso a los originales, y creyó que añadir colores adicionales le permitieron «embarrar» los gráficos, pero también aprovechó la mayor paleta de colores para limpiar otros. Richard Darling fomentó algunos arreglos, dándole al juego una personalidad. Los periodistas visitaban frecuentemente para comprobar el progreso. Violet Berlin, copresentadora del programa de televisión Bad Influence!, tuvo una aparición cameo como un personaje: realizó una visita de tal forma que Richard Eddy de Codemasters le pidió tomar una fotografía para ponerla en el juego. Ella aceptó con la condición de que la volvieran el personaje más rápido, aunque para aquel entonces habían decidido que otro personaje lo sería. En su lugar, la hicieron el segundo personaje más rápido.
Micro Machines 2: Turbo Tournament dispone de mayor interacción con los fondos que el original, como niveles a oscuras. La incorporación favorita de Williamson al juego fue la esponja en la cocina, que forzaba a los jugadores a calcular cuándo entrar o salir de una plataforma. También le gusto la pista del asiento del inodoro. A David Darling le disgustaban las físicas en un principio, señalando que le gustaba como se sentían los derrapes en el primer juego sin sentirse como un tren maniobrando. Se trabajó en el juego hasta que se sintiera similar al original, y finalmente funcionó «perfectamente». De acuerdo con Williamson, el equipo pasó «enormes cantidades de tiempo» probando el juego.
Micro Machines 2: Turbo Tournament fue lanzado para la Mega Drive en 1994. El cartucho cuenta con un chip de memoria no volátil (NVR) que registra los tiempos de las vueltas y los logros del juego. El juego fue porteado a MS-DOS, Game Gear, Super Nintendo Entertainment System (SNES) y Game Boy. Una versión de Amiga también fue planeada. Codemasters se encargó del desarrollo de la versión de Game Gear, la cual empezó su desarrollo en septiembre de 1994, y el port fue lanzado en primavera de 1995. La versión de MS-DOS fue distribuida por GameTek en Norteamérica el 31 de mayo de 1996. El lanzamiento de PC europeo fue realizado por Codemasters en julio de 1995. Las versiones de SNES y Game Boy fueron distribuidas por Ocean Software.
Luego de haber vendido un cuarto de millón de copias, una actualización, llamada Micro Machines Turbo Tournament '96, fue lanzada para la Mega Drive en las regiones PAL en octubre de 1995, la cual añadió pistas, un editor de pistas, y una nueva bandasonora. Fue lanzado en formato J-Cart, y su chip NVR también es capaz de guardar pistas. El editor de pistas ha aparecido en la versión de PC de Micro Machines 2: Turbo Tournament, y Williamson explicó que «parecía una cosa obvia de hacer», y que no fue posible para la versión original de Mega Drive porque el equipo planeaba un lanzamiento para Navidad. También dijo que Estados Unidos era un mercado en el que era difícil de competir. La secuela fue producida en seis meses. Debido a su éxito, se le pidió a Supersonic desarrollar Micro Machines Military, lanzado en 1996 para la Mega Drive, que contaba con vehículos militarizados. Graham regresó para desarrollar Micro Machines V3, lanzado en 1997. Micro Machines 2: Turbo Tournament fue empaquetado con el original y lanzado para la Game Boy Color en 2000.

## Recepción
Micro Machines 2: Turbo Tournament fue bien recibido. Los críticos quedaron impresionados con el J-Cart, las pistas extra y los vehículos. Mark Patterson de Computer and Video Games aclamó el J-Cart de la versión de Mega Drive por permitir más de dos jugadores sin un hardware adicional, y describió al juego como «¡brutalmente brillante!». El analista de Edge comentó que los vehículos extra, las pistas y los modos de juego incrementaban la rejugabilidad tanto de los modos de un jugador como de multijugador. Los analistas de GamesMaster elogiaron su adictividad y comentaron que se encuentra entre los mejores juegos que hayan jugado. Un crítico de Mean Machines Sega creyó que el juego superó sus expectativas, e hizo eco de otras opiniones elogiando la rejugabilidad proporcionada por los niveles extra y los vehículos. El crítico de Player One elogió la animación, diciendo que carece de ralentización, y la jugabilidad. Los analistas de Sega Magazine fueron altamente positivos: Richard Leadbetter y Tom Guise aclamaron el modo multijugador, llamándolo «intocable». La jugabilidad también recibió grandes elogios, y fue descrita como «excelente». Leadbetter creyó que el juego era «totalmente brillante y bien merecedor del precio de venta».
La versión de Game Gear recibió reseñas positivas, con algunas comparándolo con la versión de Mega Drive. Un analista de Consoles + describe su música como recordatoria de la banda sonora de Mega Drive, y elogió la animación, diciendo que su velocidad es «increíble». El analista de Mean Machines Sega describió a la versión de Game Gear como «cada bit tan jugable como el clásico de Mega Drive», pero criticó la actualización de pantalla, diciendo que «embarra un poco las cosas». El crítico de Player One aclamó la originalidad de los circuitos, pero describió el sonido como promedio. Un analista de Mega Fun creyó que el multijugador es mejor con dos unidades enlazadas que con dos jugadores compartiendo una.
Las demás versiones recibieron cumplidos similares. Un crítico de Consoles + aclamó la función de cuatro jugadores simultáneos de la versión de SNES, y su incorporación de modos de juego y pistas. El analista de Joypad aclamó el multijugador, diciendo que es «simplemente excelente», y le dio una descripción similar a las maniobras de los vehículos. El crítico de Power Play aclamó la variedad de la versión de MS-DOS. Vince Broady de GameSpot elogió la «excelente» jugabilidad, pero se quejó de que la banda sonora es repetitiva, y que los gráficos no eran tan buenos como los competidores. El crítico de Coming Soon Magazine felicitó su «estupenda» jugabilidad y aclamó el editor de pistas, diciendo que fue una «idea tremenda» y que incrementa su rejugabilidad. Steve Bauman de Computer Games Strategy Plus tuvo sentimientos encontrados: él creyó que el juego era «demasiado superficial», pero también lo describió como «sorprendentemente entretenido». A Charlie Brooker de PC Zone le gustaron los gráficos y el sonido, describiéndolos como «adorables» y «genial» respectivamente, y aclamando la «eterna acción al estilo consola» del juego. Fue nombrado un clásico de PC Zone. Un crítico de Next Generation remarcó que «si estás interesado en carreras simples de estilo arcade que incluso corren bien en un 386, bueno, has llegado a la veta madre». Él sintió que el juego parecía más diseñado para consolas, ya que se encuentra fuertemente enfocado en su modo multijugador, pero carece de soporte para el juego en línea, requiriendo que los jugadores se amontonen alrededor de una sola PC, pero quedó satisfecho con la preciosidad de los autos y el ingenio de las pistas.
La versión actualizada de Mega Drive también fue bien recibida, aunque algunos han cuestionado su valor como título individual. El editor de pistas fue descrito por Gary Lord de Computer and Video Games como «una idea innovadora», pero señaló que no aporta mucho más comparado con el juego original, describiendo las pistas extra como «más de lo mismo». Un crítico de Joypad estuvo de acuerdo, felicitando al editor de pistas y las pistas extras, y diciendo que el juego dio «una impresión de ''déjà vu''». El analista de Mean Machines Sega tomó una postura diferente: él creyó que el editor de pistas añade «una nueva dimensión», pero resaltó la cuestión de si los jugadores lo querrían en caso de ya tener el juego original. El analista de Player One opinó que introduce innovaciones que agregan al interés del juego. Un crítico de Mega Fun elogió la jugabilidad «ejemplar», pero dijo que el editor de pistas fue la única renovación. Ed Lomas de Sega Saturn Magazine comparó el editor de pistas con el de la versión de MS-DOS, y le pareció «fuertemente limitado» y no tan completo como la otra versión, y también criticó a Codemasters por lanzar el juego como un título aparte en lugar de un cartucho complementario. Sin embargo, aclamó al juego en general, diciendo que es uno de los juegos más disfrutables que ha jugado, pero, aunque lo haya descrito como «mejor», dichas mejoras sobre el original no son suficientes para volverlo esencial. En 1996, GamesMaster clasificó a la versión de Mega Drive en el sexto puesto de su «Top 10 juegos de Mega Drive de GamesMaster». En el mismo número, también clasificaron al juego en el puesto 61 de su lista de «Top 100 juegos de todos los tiempos».